# 風暴葛樂禮
風暴葛樂禮（英語：Storm Gloria，柏林自由大學命名為「伊爾卡」 ）是一股在地中海帶來影響的風暴，其襲擊西班牙東部與法國南部，為這些地區帶來強風及暴雨，此系統於1月18日由西班牙國家氣象局命名，成為2019—2020年歐洲風暴季第十個被命名的歐洲風暴。葛樂禮在登陸西班牙北部後，成為較弱的氣旋貫穿西班牙北部並在地中海西部上空停頓數日，對南歐及北非地區挾帶暴雨、降雪與強風。葛樂禮在在1月19日至21日這段期間，為西班牙東南部和巴利阿里群島帶來嚴重洪水，西班牙全國有14人死亡、3人失蹤。

## 歷史
最終成為「葛樂禮」的風暴是最初源自於1月9日在美國中部上空出現的一個天氣系統，該系統是一個正在發展的廣闊低壓帶，而低壓帶內產生一個最強的系統並發展成冬季風暴，天氣頻道給予民間名字「以賽亞」，以賽亞為首的低壓槽結合了加拿大上空的冷空氣，於1月10日往南移動至美國西南部，並與墨西哥湾北上的暖濕空氣互相對抗，間接導致在美國中南部引發嚴重的龍捲風與雷暴災情。隨後，以賽亞在1月13日向東移動貫穿美國移入北大西洋且持續發展與增強。
在北美洲外海停滯數天後，柏林自由大學率先於1月17日將此系統命名為「伊爾卡」 ，此時系統在廣闊的大西洋穩定向東移動，而西班牙國家氣象局於1月18日將其正式命名為「葛樂禮」並同步對其發布警告，此時的葛樂禮正接近伊比利半島，隨後往東南轉向進入比斯開灣，並於1月19日在西班牙北部的桑坦德附近一帶登陸。
葛樂禮迅速通過西班牙北部後，成為較弱的氣旋在地中海西部滯留了數日，隨後在巴利阿里群島滯留了近48小時後，開始緩慢地向西南方向漂移，並於1月22日通過直布羅陀與摩洛哥北部，最後在1月23日抵達大西洋遠東，而葛樂禮在葡萄牙的西部與南部海域環繞數日後 ，於1月25日在葡萄牙阿尔加维大区鄰近海域消散。

## 影響

### 西班牙

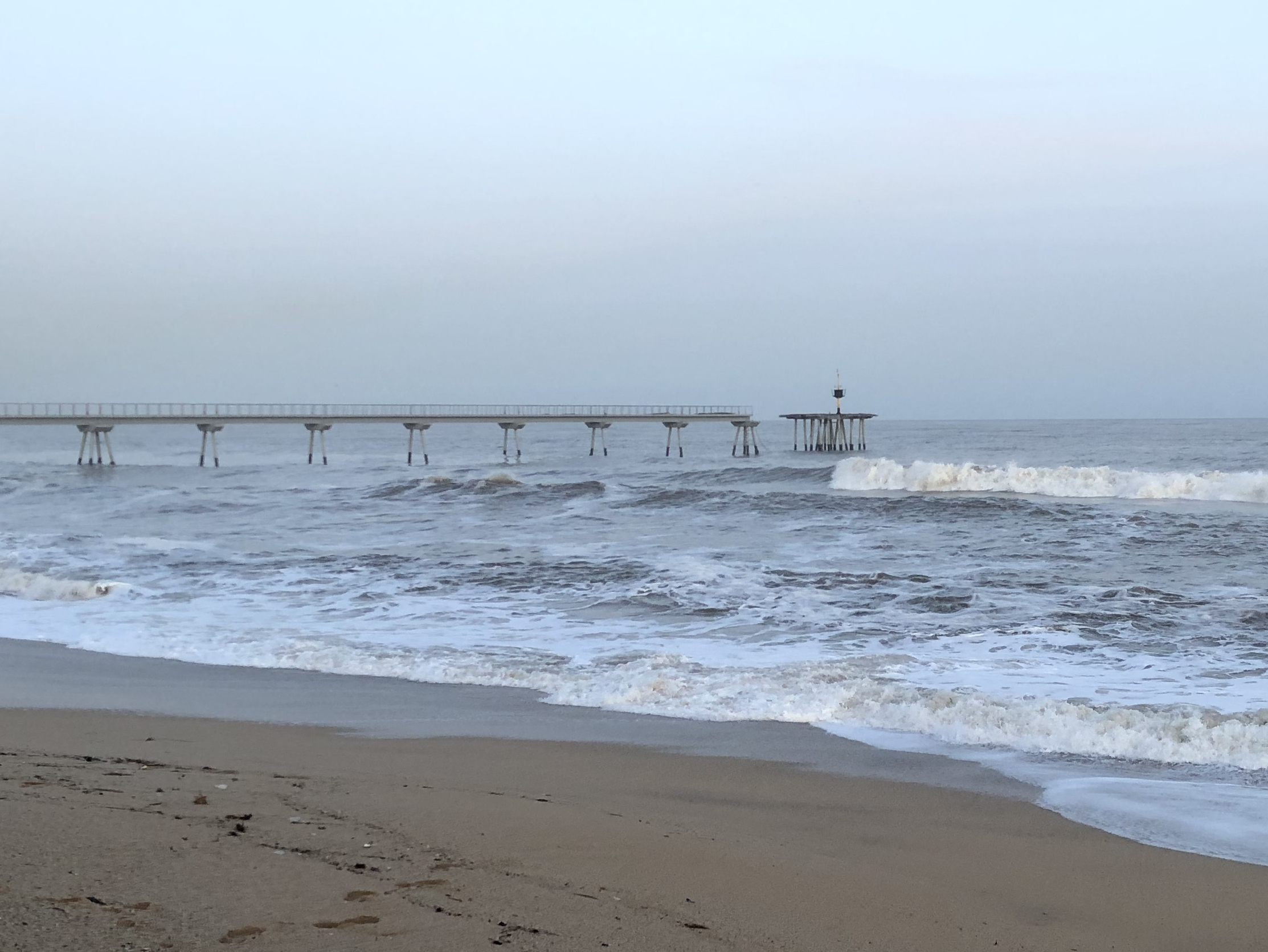
鄰近巴塞罗那的Pont del Petroli橋因葛樂禮受損

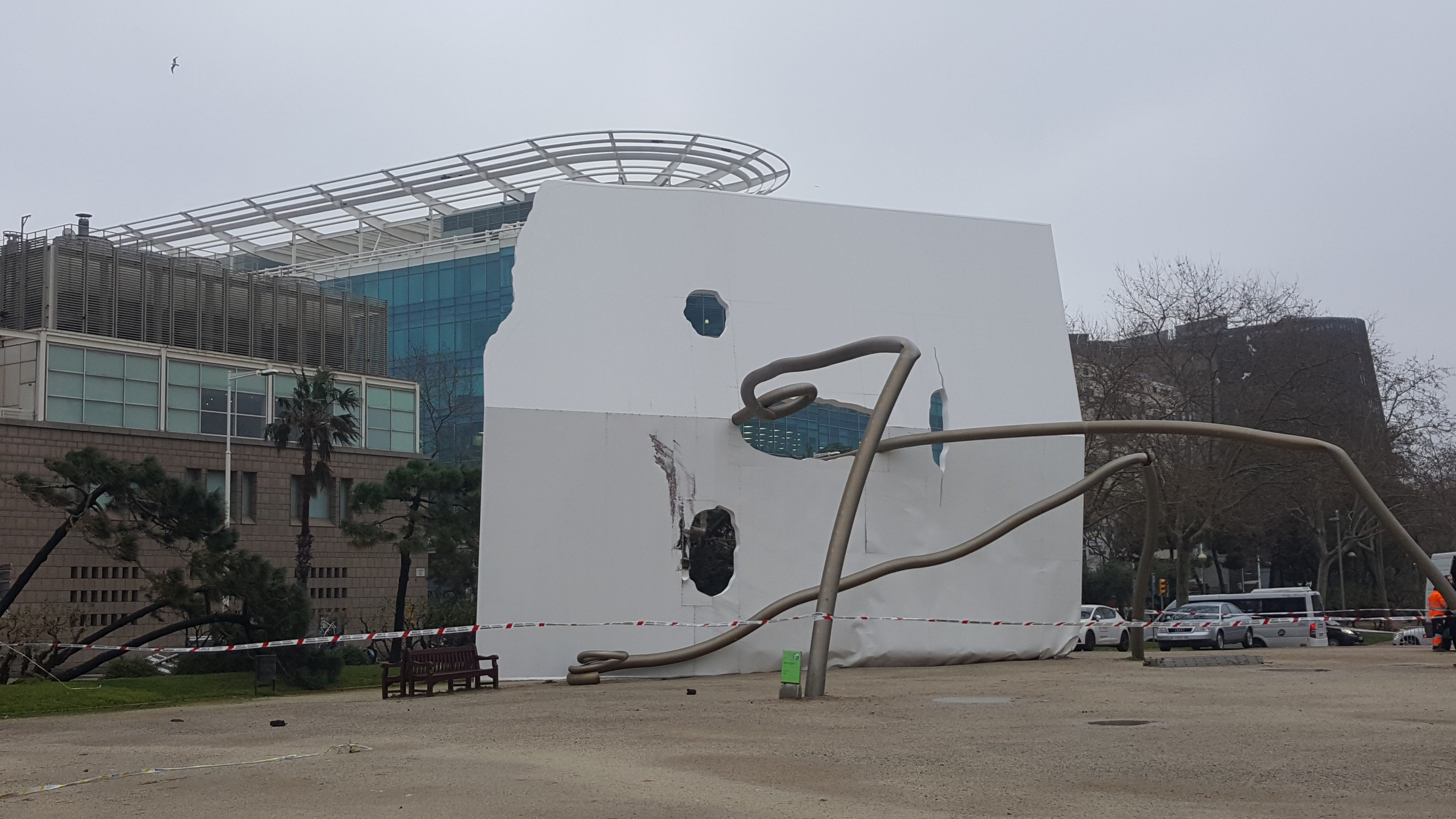
葛樂禮在巴塞罗那導致的風災

葛樂禮在橫渡大西洋後，於1月19日伴隨著強風與暴雨在西班牙北部登陸，並在登陸後不久於西班牙東部海域滯留，使降雨加劇，而葛樂禮的降雨導致了西班牙大面積的洪水與土石流，造成全國14人死亡、3人失蹤。尤其是在巴利亞利群島最大的島嶼—馬略卡島，葛樂禮在當地颳起歷史性的強風，造成當地的房屋大量受損並有多個村莊撤離。西班牙東南部的加泰隆尼亞、瓦倫西亞、穆尔西亚及安達盧西亞則受到新紀錄的降雨量影響，海拔較高的地區亦降下大雪或發生暴風雪。
一名75歲的阿利坎特省阿爾科伊的婦女在避難時因房屋倒塌而喪生，一名塔拉戈納省濱海拉阿梅特利亞的50歲男子在釣魚時遭海浪捲走後喪生，鄰近的卡瓦塞斯有一輛遭沖走的車輛內發現男屍，另有一名63歲的阿维拉男子遭飛濺的瓦片擊中身亡。
葛樂禮還引起了強烈風暴潮，進而導致西班牙東海岸洪水氾濫。最嚴重的海岸洪水發生在巴塞罗那埃布羅河三角洲，風暴潮透過低窪的稻田向內陸襲捲長達3公里遠。而在滨海略雷特及滨海托萨則受到泡沫海浪自海灘向內陸移動，進而將街道堵塞。7公尺高的長浪衝過巴塞罗那港的防浪牆，淹沒了沿海地區的房屋，並有數艘船隻遠離停泊處，且至少有一艘船隻因此翻覆。伊维萨岛有兩位民眾遭長浪襲擊落海後下落不明，而其中一位民眾為英國公民。
而地勢較高的地區亦因葛樂禮帶來的降雪造成了問題。阿利坎特-埃爾切機場因大雪堵塞跑道而被迫關閉，比利牛斯山、馬德里及瓦倫西亞也降下大雪，一名54歲的女街友因體溫過低而死亡。莫亨特亦有一例因低溫死亡的案例，而在阿斯圖里亞斯則發生一起由暴風雪引起的公路車禍事故，造成一人死亡。惡劣天氣導致西班牙大規模的停課，光是在加泰隆尼亞就有130,000名學生停課。

### 法國

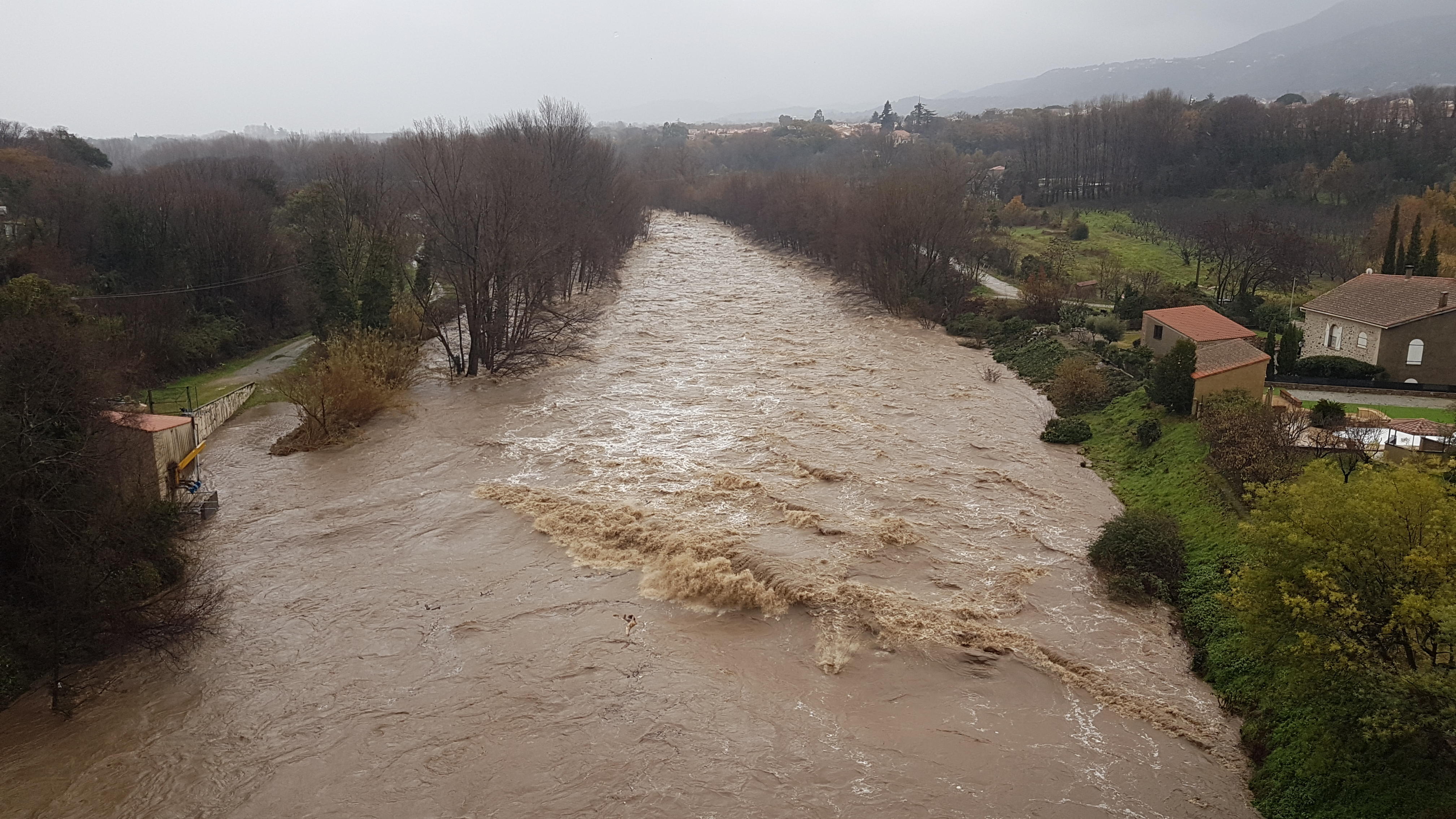
強降雨導致法國南部多條河流氾濫，其中包含泰克河

葛樂禮是法國南部東庇里牛斯省自1982年1月以來，影響最嚴重的風暴。葛樂禮於1月19日至21日這段期間在法國南部滯留，進而導致洪災的發生。該地增派了數十名警員與消防員防災，並預防性關閉A9高速公路。
法國政府對奥德河及阿格利河發布最高級別的紅色洪水警告，並在之後擴大納入阿列日河及埃尔斯维夫河，泰克河的沿岸亦受到葛樂禮影響而發生洪水。嚴重的洪水與山崩導致法國南部有超過2000戶撤離，強風與暴雨造成電力中斷，有23000戶在暴風雨最嚴重的時候停電。
暴雨導致的山崩堵塞了公路旁的灌溉渠，進而引發洪水淹沒公路，丰佩德鲁斯與蒙路易之間的國家幹道N116因此實施封閉，且洪水進一步導致的山崩還因此造成路面崩壞，該路段在風暴後，繼續封閉進行維修，封閉期長達三周。

## 紀錄
葛樂禮在西班牙創下多項氣象紀錄。在1月19日至23日這段期間，全國有7個氣象站測得超過300毫米的降雨量，其中巴尔斯測站以433毫米創下最高降雨紀錄，為該測站1月份的平均降雨量四倍。馬拉加-太陽海岸機場亦測得時雨量21毫米的降雨，其在1月22日至25日之間的累積降雨量為265毫米。达罗卡及托尔托萨也分別打破歷史降雨紀錄，超過過去最高紀錄兩倍之多。
位在地中海西部的瓦倫西亞海岸的浮標觀測，葛樂禮所引起的長浪達到8.44公尺，打破過去在2003年於马翁所觀測到的8.15公尺高的紀錄。
在葛樂禮影響期間，锡德自由镇在1月21日的單日降雪量達84公分，打破過去同地點在1968年3月7日所創下的單日降雪量80公分的最大降雪紀錄。

## 來源
1. 1 2 3 4 5 6  . BBC News. 2020-01-23  [2020-04-02]. （原始内容存档于2020-02-04）.
2. ↑   (PDF). Aon. January 2020.[]
3. 1 2 3 4 5  . AP NEWS. 2020-01-23  [2020-02-10]. （原始内容存档于2020-02-12）.
4. 1 2  .   [2020-02-10]. （原始内容存档于2021-09-06）.
5. ↑  . The Weather Channel.   [2020-01-11]. （原始内容存档于2020-01-15）.
6. ↑  . The Weather Channel.   [2020-02-17]. （原始内容存档于2020-02-14）.
7. 1 2  .   [2020-02-10]. （原始内容存档于2021-09-06）.
8. ↑  .   [2020-02-10]. （原始内容存档于2021-10-06）.
9. ↑  .   [2020-02-10]. （原始内容存档于2021-10-06）.
10. ↑  .   [2020-02-10]. （原始内容存档于2021-10-06）.
11. ↑  .   [2020-02-10]. （原始内容存档于2021-10-06）.
12. ↑  .   [2020-02-10]. （原始内容存档于2021-10-06）.
13. ↑  . Spanish government. 2020-02-05. （原始内容存档于2020-02-24）.
14. 1 2 3 4 5 6 7  . BBC News. 2020-01-22  [2020-04-02]. （原始内容存档于2020-02-27）.
15. ↑  . BBC News. 2020-01-21  [2020-04-02]. （原始内容存档于2020-02-22）.
16. ↑  red, ORF at. . news.ORF.at. 2020-01-22  [2020-02-13]. （原始内容存档于2020-01-27）.
17. ↑  . BFMTV.   [2020-02-13]. （原始内容存档于2020-01-23）.
18. ↑  . Le Monde.fr. 2020-01-23  [2020-02-13]. （原始内容存档于2020-02-13） –Le Monde.
19. ↑  . France 3 Occitanie.   [2020-02-13]. （原始内容存档于2020-02-13）.
20. 1 2 3 4 5  Meteorología, Agencia Estatal de. . www.aemet.es.   [2020-04-02]. （原始内容存档于2020-02-27）.